# Tumba (Švédsko)
Tumba je město v kraji Stockholm ve Švédsku, v samosprávných obcích Botkyrka a Salem. Nachází se zde státní tiskárna Švédských korun. Tumba leží na půli cesty mezi Södertälje a Stockholmem a je považována za jeho předměstí.
Město je rozmanité, s výškovými budovami i rodinnými domky. Tamní gymnázium navštěvuje téměř 1000 studentů, městem prochází železnice a poblíž nádraží je obchodní dům Tumba Centrum. Pochází odtud strojírenská společnost Alfa Laval a kapela Amon Amarth, hrající melodický death metal.

## Historie

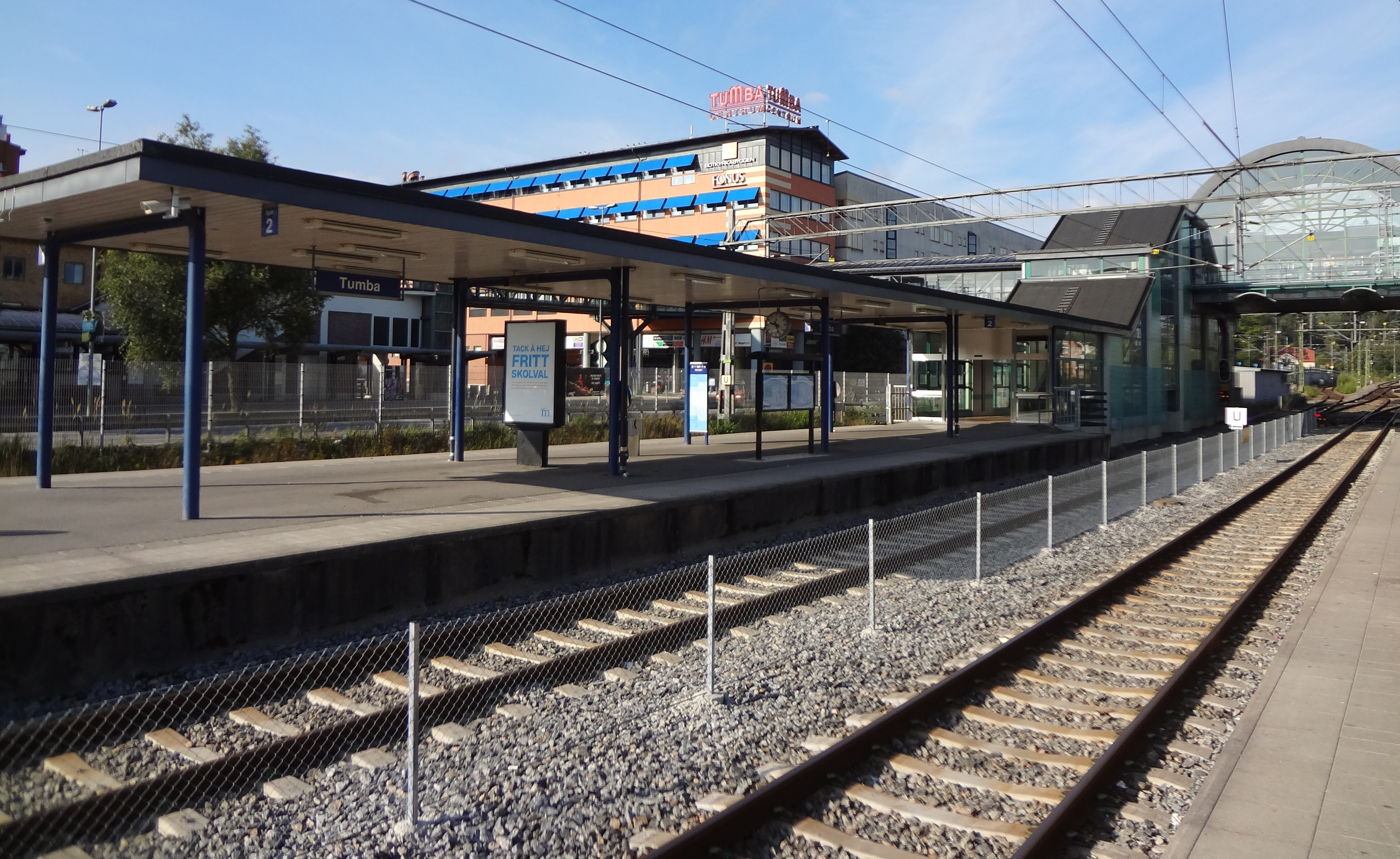
Železniční stanice Tumba

Na rozdíl od ostatních sídel v samosprávné obci Botkyrka není Tumba městem, které původně vzniklo z farmářské osady. Lidé totiž osídlovali hlavně pobřeží a tato vnitrozemská oblast zůstala téměř neobydlená až do roku 1755, kdy zde švédská banka koupila malý statek a postavila papírnu. Postupně se do oblasti začali stěhovat lidé, vznikla zde škola a ubytování pro dělníky. Další důležitý okamžik přišel v roce 1860, kdy zde byla zřízena železnice. Tumba se dále rozrůstala; nejstarší dochované stavby pochází právě z této doby. V roce 1894 se v městě rychle rozrostla firma DeLavar, která koupila jeden z místních statků a specializovala ho na zpracování mléka.

## Okresy
- Vretarna
- Tuna
- Nackdala
- Tumba Park
- Tumba centrum
- Storvreten
- Lövholmen
- Skäcklinge
- Kassmyra
- Broängen
- Solbo
- Tumba Villastad
- Segersjö
- Uttran

## Počet obyvatel
| Samosprávná obec | Počet obyvatel v Tumbě |
| ---------------- | ---------------------- |
| Botkyrka         | 21,140                 |
| Salem            | 14,171                 |
| Celkem           | 35,311                 |

## Sport
Ve městě se nachází sportovní kluby IFK Tumba FK a IFK Tumba Hockey.